# نانز پترس
نانز پترس (انگلیسی: Nans Peters؛ زادهٔ ۱۲ مارس ۱۹۹۴ ‏(۳۱ سال)) دوچرخه‌سوار اهل فرانسه است.
از باشگاه‌هایی که در آن بازی کرده‌است می‌توان به آژ۲آر لا موندیال اشاره کرد.